# Aritz Moreno
Aritz Moreno (Sant Sebastià, 25 de juliol de 1980) és un director de cinema basc.
Moreno va estudiar Imatge a l'Escola de Cinema i Vídeo d'Andoain. Ha dirigit curtmetratges i un llargmetratge amb els quals ha optat a diferents premis. En l'actualitat realitza projectes audiovisuals, des de vídeo clips fins a vídeos de presentació per a festivals. Ha treballat en promos i tràilers com els de Loreak, Handia i Acantilado. En 2003, va dirigir el seu primer curtmetratge Portal Mortal, amb el qual va guanyar premis com el de millor curt en vídeo del Festival Internacional Almería en Corto el 2004.
Tres dels seus curtmetratges han estat seleccionats pel catàleg Kimuak: Cotton Candy (2008), Bucle (2011) i Cólera (2013), i han obtingut premis, com el Mèliés de Plata al Millor Curtmetratge Fantàstic Europeu i l'Esment Especial del Jurat al Festival de Màlaga en 2009 per Cotton Candy, que tracta sobre un home atrapat en el seu jersei que transmet una rara sensació d'incomoditat. Per Bucle va obtenir el Gran Premi del Jurat al Short Short Festival de Cinema de Nova York, o el Best Filminute el 2011, sent el primer curtmetratge espanyol a guanyar aquest festival internacional, a més d'estar nominat als Goya de 2011.
Cólera (2013) es basa en el còmic Terminated amb guió de Bruce Jones i dibuix de Richard Corben. Aquest curtmetratge el va protagonitzar Luis Tosar, i va ser seleccionat en festivals de tot el món com el Festival de Cinema d'Austin, Festival de Cinema de Londres o el Festival de Cinema de Sitges, i ha estat reconegut amb la insígnia Staff Pick en Vimeo. Així mateix, el curt va ser vencedor del MadTerrorFest en 2013.
També va realitzar el videoclip d'animació Mutante, amb la música de Lobo Eléctrico, en 2010, i per al qual va utilitzar la rotoscòpia, i va compondre 4.536 fotogrames dibuixats a mà a 25 fotogrames per segon. El curt ¿Por qué te vas?, que va dirigir juntament amb Telmo Esnal també en 2010, va ser un regal per a José Luis Rebordinos quan va deixar la Setmana del Cinema Fantàstic i de Terror de Sant Sebastià.
Va estrenar el seu primer llargmetratge en 2019, titulat Ventajas de viajar en tren, un projecte basat en la novel·la homònima d'Antonio Orejudo, que compta amb la col·laboració de Euskal Irrati Telebista, i és protagonitzat per Luis Tosar, Belén Cuesta, Pilar Castro i Ernesto Alterio. Moreno descriu la pel·lícula com un thriller conspiranoic i ha comptat amb la direcció de fotografia de Javier Agirre i la música de Cristóbal Tapia de Veer. La pel·lícula va ser projectada al cinema Ex Theatre Roppongi de Tòquio. Prop de 400 persones van acudir a la projecció del film, dins de competició en el Festival Internacional de Cinema de Tòquio (TIFF) que es va celebrar al novembre de 2019 en la capital japonesa. Ha estat la guanyadora del premi Feroz a la millor comèdia. La cinta va competir en la secció oficial del Festival Internacional de Cinema Fantàstic de Catalunya.

## Reconeixements
Moreno va ser inclòs en la llista dels deu talents emergents del cinema espanyol de la revista Variety durant el Festival de Canes de 2013. Aquest mateix any, va optar al Premi Goya per al millor director de fotografia pel documental Zuloak (2012). I ha rebut el premi Pávez Emergent el 2019 com a reconeixement al treball i a l'esforç realitzat. El seu debut en el llargmetratge amb Ventajas de viajar en tren li ha valgut la nominació a Millor Director Novel en els Premis Goya, i la de Millor Director als premis Feroz.